# Alexandru Potocean
Alexandru Potocean (n. 26 aprilie 1984, Timișoara, România) este un actor român de scenă și film.

## Prezentare generală
A absolvit Universitatea de Artă Teatrală și Cinematografică I.L.Caragiale din București în anul 2007. A jucat în două piese regizate de Iarina Demian pe scena Teatrului de Comedie din Capitală, la Centrul Național al Dansului. Este cunoscut pentru rolurile din filmele românești "Moartea domnului Lăzărescu", "Hârtia va fi albastră", "4 luni, 3 săptămâni și 2 zile", Nunta mută (2008). Alături de un alt român, actorul Dragoș Bucur, a jucat rolul unui soldat în pelicula americană "The way back", regizată de Peter Weir, o ecranizare a romanului "The Long Walk: The True Story of a Trek to Freedom" de Slavomir Rawicz.

## Filmografie
- Moartea domnului Lăzărescu (2005)
- Hârtia va fi albastră (românesc, 2006)
- 4 luni, 3 săptămâni și 2 zile (românesc, 2007)
- Nunta mută (2008)
- Luna verde (românesc, 2009)
- Amintiri din Epoca de Aur 1: Tovarăși, frumoasă e viața! (2009)
- Portretul luptătorului la tinerețe (românesc, 2010)
- Drumul de întoarcere (2010)
- The Whistleblower (productie americana, 2010)
- Strung love (scurtmetraj, 2010)
- Dincolo de calea ferată (2016)
- Moromeții 2 (2018)
- Monștri. (2019)

## Teatru
- Tipografic Majuscul (2013)